# 이도초등학교
이도초등학교는 대한민국 제주특별자치도 제주시 이도2동에 있는 공립 초등학교이다.

## 학교 연혁
- 2011년 8월 30일 : 이도초등학교 교명 선정
- 2012년 1월 11일 : 제주특별자치도 도립학교 설치 조례 공포
- 2012년 2월 20일 : 이도초등학교 건설 준공
- 2012년 3월 1일 : 이도초등학교 개교
- 2012년 3월 1일 : 초대 오태열 교장 부임
- 2012년 3월 1일 : 16학급 편성
- 2012년 3월 6일 : 병설유치원 2학급 편성
- 2012년 6월 29일 : 이도초등학교 개교기념 행사(개교기념일 지정)
- 2013년 3월 1일 :  24학급 편성
- 2013년 3월 1일 : 도지정 스마트교육 정책연구학교 지정(1년차)
- 2013년 3월 1일 : 교육실습(보건교육) 협력학교(1년간)
- 2014년 3월 1일 :   제2대 오충환 교장 부임
- 2014년 3월 1일 : 33학급 편성(특수 1학급)
- 2014년 3월 1일 : 도지정 디지털교과서 정책연구학교 지정(2년차)
- 2015년 3월 1일 : 37학급 편성(특수 1학급)
- 2015년 3월 1일 : 교육부요청 도지정 디지털교과서 정책연구학교 지정(2년간)
- 2015년 4월 30일 : 9개 교실 증축
- 2016년 3월 1일 : 40학급 편성(특수 1학급)
- 2017년 2월 10일 : 제5회 졸업(졸업생 134명, 총 451명)
- 2017년 2월 26일 : 14개 교실 증축
- 2017년 3월 1일 : 제3대 좌용택 교장 부임
- 2017년 3월 1일 : 41학급 편성(특수 1학급)
- 2017년 3월 1일 : 교육실습(보건교육) 협력학교(1년간)
- 2018년 1월 25일 : 제6회 졸업(졸업생 161명, 총 612명)
- 2018년 3월 1일 : 42학급 편성(특수 1학급)
- 2018년 9월 1일 : 제4대 고영탁 교장 부임
- 2019년 1월 25일 : 제7회 졸업(졸업생 176명, 총 788명)
- 2019년 9월 1일 : 43학급 편성(특수 1학급)

## 참고 자료
- 이도초등학교 - 한국교육학술정보원 학교알리미